# Kettering Town Football Club
Kettering Town Football Club é um clube de futebol inglês, situado na cidade de Burton Latimer. Atualmente disputa a National League North, equivalente à 6ª divisão do futebol inglês.
Fundado em 1872 como Kettering Football Club, manda seus jogos no estádio Latimer Park, com capacidade para 2 mil lugares.

## História
Juntou-se à Midland League em 1892, venceu a competição na temporada 1895–96, vencendo ainda 2 times da Football League na Copa da Inglaterra (Loughborough e Leicester Fosse), sendo eliminado posteriormente pelo Newton Heath (atual Manchester United) por 2 a 1.
Em outubro de 2005, o Kettering Town anunciou a contratação de Paul Gascoigne como novo técnico do time em outubro de 2005, porém o demitiu após 39 dias no cargo. Segundo a direção dos Poppies, o ex-jogador da Seleção Inglesa "não tinha condições de exercer a função" e acusou Gazza de estar bêbado até mesmo em treinos e jogos da equipe.

## Títulos
- Debenhams Cup: 1978
- East Northumberland League: 1903–04, 1905–06, 1906–07
- Northern Alliance League: 1908–09, 1912–13
- North Eastern League: 1935-36
- North Eastern League Cup: 1950-55
- Northern League: 1972–73, 1974–75, 1975–76, 1979–80, 1980–81, 1981–82, 1982–83, 1983–84, 1986–87, 1987–88
- Northern Cup: 1972–73, 1977–78, 1978–79, 1984–85, 1991–92
- Northern Premier League: 2016–17
- Northumberland Senior Cup: 1914, 1915, 1932, 1934, 1935, 1936, 1937, 1952, 1955, 1959, 1963, 1972, 1974, 1975, 1978, 1981, 1982, 1985, 1992, 1994, 2015
- Northumberland Minor Cup : 1905-06
- Cairns Cup: 1905–06, 1906–07
- Tynemouth Infirmary Cup: 1908–09, 1909–10, 1932–33
- Tyne Charity Shield: 1913–14, 1925–26
- Northumberland Aged Miners Homes Cup: 1909–10, 1911–12, 1919–20, 1936–37, 1938–39
- Northumberland Aged Miners Homes Cup: 1920-21
- J.R. Cleator Memorial Cup: 1982, 1983, 1984, 1988, 1992
- Beamish Trophy: 1993, 1994, 1995, 1997
- UniBond Premier Division Champions: 2005-06
- UniBond First Division Champions: 1994-95
- UniBond Presidents Cup: 1996-97
- UniBond Chairman's Cup: 2005-06
- Peter Swailes Memorial Shield: 2005-06
- South Tyneside Football Benevolent Fund Gazette Cup: 1995-96
- Radio Luxemburg Trophy: 1977-78
- Texo Challenge Trophy: 2019-20